# 디아나 암프트
디아나 암프트(독일어: Diana Amft, 1975년 11월 7일~)는 독일의 배우이다.

## 작품 목록

### 영화
- 뱀파이어 자매 2 (2014년)
- 걸스 온 탑 2 (2004년) - 잉켄 역
- 한 발로 선 세상 (2003년)
- 팬티 속의 개미 2 (2002년)
- 걸스 온 탑 (2001년) - 잉켄 역